# Can Folgueroles (Caldes de Malavella)
Can Folgueroles és una masia aïllada situada al Veïnat d'Israel del municipi de Caldes de Malavella (Selva). És una obra inclosa en l'Inventari del Patrimoni Arquitectònic de Catalunya.

## Descripció
És una masia de tres plantes i diversos edificis annexos, entre ells una petita capella amb campanar d'espedanya. Coberta a dues vessants. En el seu origen l'edifici constava només de dues plantes, però posteriorment, al segle xix s'hi afegí la tercera planta i s'aixamplà la part dreta de la casa. Façana arrebossada amb cadena cantonera a cada un dels extrems. Porta en arc de mig punt i amb grans dovelles i finestres amb llinda de pedra a la planta baixa. Al primer pis destaquen dues finestres centrals d'estil renaixentista amb guardapols, una d'elles amb decoracions vegetals, i l'altre amb uns "puttis". A més entre aquestes dues finestres hi ha un rellotge solar.